# Val Pelouse
Val Pelouse est une ancienne station de sports d'hiver de Savoie située dans la chaîne de Belledonne, au-dessus d'Arvillard, à 1 700 mètres d'altitude.

## Géographie
La station est située au bout de la route départementale 208 au départ d'Arvillard, village de Savoie Propre au pied de la chaîne de Belledonne, à la limite du Grésivaudan et de la Combe de Savoie. Elle est implantée à 1 700 mètres d'altitude, sur l'adret de la Grande Montagne d'Arvillard qui forme une crête descendant des Grands Moulins, sommet situé au sud-est et culminant à 2 495 mètres d'altitude. 

Itinéraires de randonnée vers les Grands Moulins au départ de Val Pelouse.

## Histoire
Avec le développement des sports d'hiver dans les Alpes à partir des années 1950 et 1960, les conseillers généraux et maires d'Arvillard et de la Rochette décident en 1969 de créer une station de sports d'hiver au-dessus de leurs villages,. La route d'accès est tracée dès 1969 et l'année suivante, deux téléskis desservent quatre pistes autour d'un chalet-restaurant,. D'années en années, le domaine skiable s'agrandit, essentiellement fréquenté par des skieurs locaux et les écoles,. En 1976 est ouvert le Signal 2000 construit par les Compagnons du Devoir et comportant des dortoirs et un restaurant,. Son architecture atypique participe rapidement à l'identité visuelle de la station. Le domaine skiable connait alors à cette époque sa plus grande extension : cinq téléskis desservent neuf pistes de 1 520 à 1 890 mètres d'altitude et emploie 25 personnes.
Des agrandissements sont prévus, notamment avec un télésiège desservant le secteur de ski sauvage de la combe de l'Arbet Neuf sur l'ubac des Grands Moulins. Cependant, les projections optimistes de fréquentation qui se révèlent trop faibles ne compensent pas les coûts d'exploitations. Le bâtiment du Signal 2000 est un gouffre financier qui n'a jamais été complètement opérationnel, son accès par la route est difficile et la concurrence, notamment avec la station du Collet d'Allevard toute proche, est rude,. Avec le désengagement progressif des partenaires, la station est contrainte de fermer et le Syndicat Intercommunal de Val Pelouse disparaît le 5 août 1986,. Les remontées mécaniques sont rapidement démontées et revendues et le Signal 2000 démonté et déplacé à Aiton pour devenir un restaurant. Le site de Val Pelouse constitue depuis un site de décollage de vol libre ainsi qu'un point de départ de randonnées, notamment pour l'ascension des Grands Moulins ou de la pointe de Rognier.

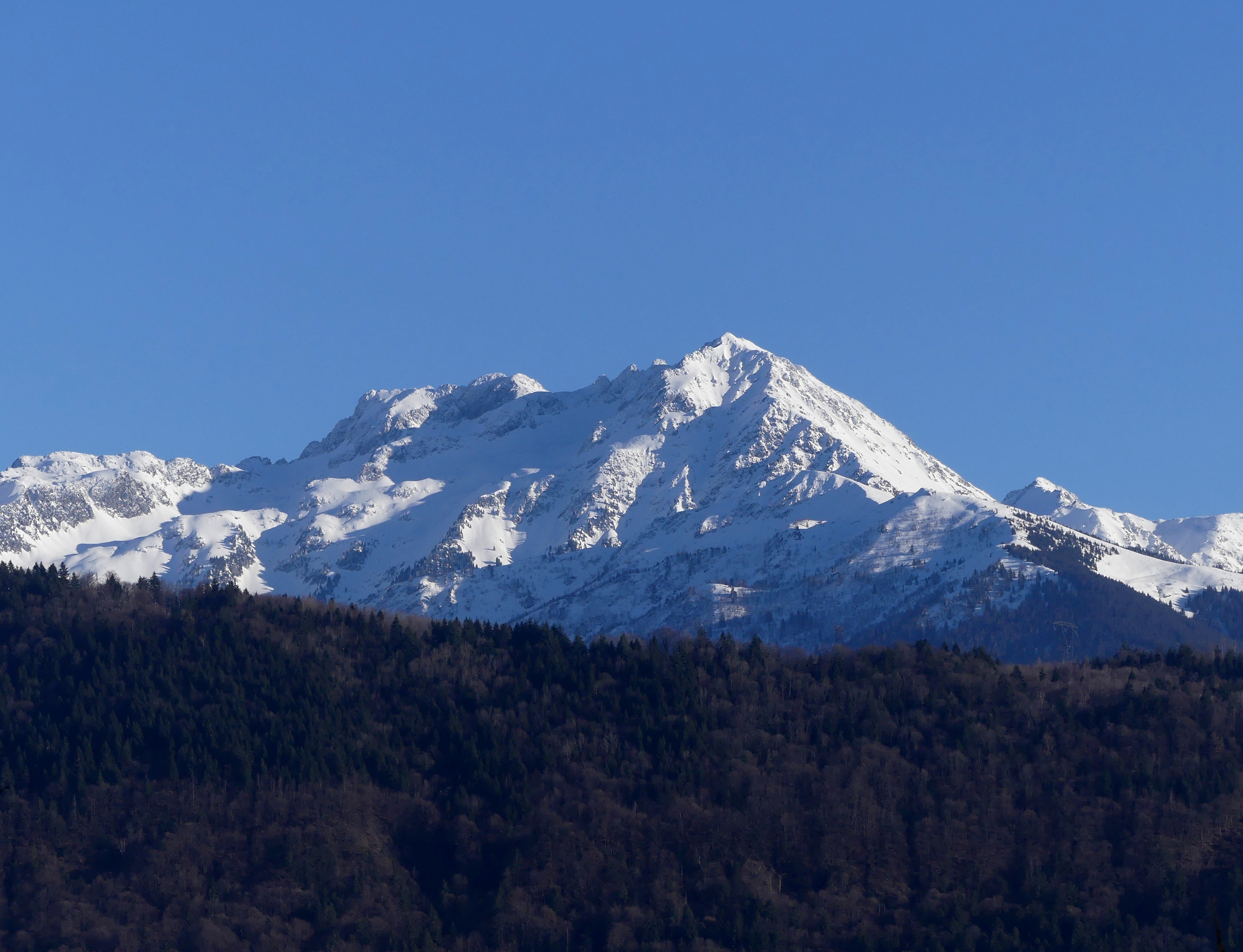
La Grande Montagne d'Arvillard dominée par les Grands Moulins vu depuis le nord-ouest avec le site de Val Pelouse sur la droite.